# جوزيف هدسون تورنر
جوزيف هدسون تورنر (بالإنجليزية: Joseph Hudson Turner)‏ هو لاعب كرة قدم ومدرب كرة قدم بريطاني، ولد في 1872 في ويلز في المملكة المتحدة، وتوفي في 1937. لعب مع نادي ريكسهام.